# 갑산군
갑산군(甲山郡)은 량강도 중부에 있는 군이다.

## 지리
혜산시 남쪽에 있으며, 개마고원의 동쪽 부분을 차지한다. 가장 높은 산은 동점령산으로 2,113m이다. 남쪽으로 풍서군, 북쪽으로 삼수군·혜산시·운흥군과 인접한다.
대부분 산지 지역이나 허천강 유역에는 경작지가 있다. 군 면적의 85% 가량이 삼림이라 경작지는 많지 않다. 대륙성 기후로 겨울에는 매우 춥다. 두설봉, 덕만산, 백모봉 등 높은 산지가 많다.

## 기후
일반적으로 대륙성 기후이며 삼한사온 현상이 뚜렷하다. 연평균 기온 3.5 , 1월 평균 －18 , 8월 평균 19 로 연평균 강수량은 600mm이다.

## 역사
조선 시대에는 유배지로 이용되었을 만큼 산골에 있는 오지였다. 일제강점기까지 함경남도에 속해 있다가 조선민주주의인민공화국 건국 후 행정 구역 개편으로 량강도가 신설되면서 량강도에 편입되었다.
갑산군의 국경지대는 일제 강점기 말까지 항일 유격대가 투쟁을 한 지역으로, 박금철·리효순 등이 활동하고 있었다. 그들이 관여한 보천보 전투(1937년)의 보천보(현재 보천군)는 사건 당시에는 갑산군(갑산군 보천면 보전리)에 있었다. 박금철 등 한국내 유격대 출신자는, 북조선 건국 후의 정치사 안에서 김일성 등의 만주파와는 다른 갑산파라 불리는 유력한 그룹을 구성했지만 1967년에 숙청되었다. 다만, 이들이 주로 활동한 지역은 1942년에 혜산군으로 분군됐다.
1945년 8월 15일 기준으로 갑산면·진동면·산남면·회린면·동인면의 5면으로 구성되어 있었다.
- 1391년 - 만호부가 놓여졌고 갑주로 불렸다.
- 1413년 10월 - 갑산군으로 개칭되었다.
- 1437년 - 관내에 진이 놓여진다.
- 1446년 - 삼수보를 삼수군으로서 분리했다.
- 1460년 - 도호부를 두었다.
- 1895년 - 갑산군·삼수군을 관할하는 갑산부가 놓여졌다(23부제).
- 1896년 - 함경남도 갑산군이 되었다.
- 1914년 - 웅이면·리인면·천남면 등이 풍산군으로 분리되었다.
- 1934년 - 보혜면이 혜산읍으로 승격하였다.
- 1942년 4월 - 혜산읍·운흥면·보천면 등이 혜산군으로 분리되었다.
- 1952년 12월 - 갑산면·회린면·동인면·진동면의 전역과 산남면의 대부분을 통합해 갑산군을 재편성하였다(29리).
- 1954년 10월 - 량강도에 편입되었다.

## 산업
허천강을 따라 벼농사와 감자 농사를 짓는다. 특히 오일로동자구는 홉을 전문적으로 생산하고 있어, 오일홉이라는 이름으로 해외에 수출된다. 갑산꿀로 알려진 꿀 생산도 하고 있다. 목재업이 성행하며 구리와 석탄 광산이 있다.

## 교통
케이블카가 있으나 교통은 도로교통이 주를 이룬다.

## 행정 구역
갑산군에는 현재 1읍, 4구, 20리가 있다.
- 갑산읍 (甲山邑)
- 동점로동자구 (銅店勞動者區)
- 오일로동자구 (五一勞動者區)
- 삼일로동자구 (三一勞動者區)
- 문락평로동자구 (文略坪勞動者區)
- 남평리 (南坪里)
- 림동리 (林銅里)
- 사평리 (砂坪里)
- 삼봉리 (三峯里)
- 창송리 (蒼松里)
- 송암리 (松岩里)
- 양흥리 (陽興里)
- 평화리 (平和里)
- 사장리 (士庄里)
- 회린리 (會麟里)
- 대중리 (大中里)
- 천성리 (泉城里)
- 신정리 (新亭里)
- 금풍리 (金豊里)
- 조양리 (朝陽里)
- 중천리 (中川里)
- 상흥리 (上興里)
- 추풍리 (秋豊里)
- 사동리 (砂洞里)
- 창동리 (倉東里)

## 같이 보기
- 갑산파